# Jüdische Gemeinde Oelde

Hinter dem jüdischen Schulhaus (Gebäude ganz rechts) befand sich die Synagoge von Oelde.

Die Jüdische Gemeinde Oelde bestand zwischen der Mitte des 17. Jahrhunderts und 1938. Ihre höchste Mitgliederzahl erreichte sie 1861 mit 84 Gläubigen.

## Geschichte
Die erste Nennung von Juden in Oelde stammt aus dem Jahr 1552, als sich der Heilkundige Salomon im Ort aufhielt. 1560 wurde mit Hertz to Oelde ein Jude der Stadt verwiesen. Trotz des Ausweisungsbeschlusses des Hochstifts Münster besuchten auch 1568 und 1571 jüdische Reisende Oelde. Steuerlisten des fürstbischöflichen „Hofjuden“ nennen seit 1662 jüdische Siedler in Oelde.
Mit Genehmigung des Fürstbischofs Clemens August konnte die wachsende jüdische Gemeinde im Garten des Nathan Samuel hinter dem Haus Lange Straße 166 (heute 21) ein eigenes Bethaus errichten. 1816 befand sich das Gebäude in einem „mittelmäßigen Stand“, bevor sich die Bausubstanz in den folgenden Jahren erheblich verschlechterte. Daher erwarb die Gemeinde ein neues Haus, das sich heute in der Ruggestraße 10 befindet. Hinter dem Vorderhaus, einem Fachwerkhaus, das künftig die jüdische Schule beherbergen sollte, errichtete man einen Anbau, der als eigentliche Synagoge diente. 1829 konnte das Gotteshaus vom Landesrabbiner Abraham Sutro feierlich geweiht werden. Die Finanzierung des Neubaus bereitete der kleinen Gemeinde über Jahre große Probleme.

Plan der Synagoge und des jüdischen Schulhauses.

Die Synagoge war über einen langen Flur zu erreichen, der durch das Vorderhaus führte. Im Osten des Innenraumes befand sich der erhöht gelegene Thoraschrein, vor dem – wie in konservativen Gemeinden üblich – in der Mitte des Raumes die Bima, das Pult für die Lesung, aufgestellt war. Die Bankreihen waren weiß lackiert und mit goldenen Verzierungen versehen. Licht fiel lediglich durch ein einziges, dafür großes Fenster an der Nordseite in die Synagoge ein.

## Zeit des Nationalsozialismus
Während der Novemberpogrome 1938 demolierten Oelder und Ahlener Nationalsozialisten die Synagoge: Sie rissen die Gasleitung heraus, zerstörten das Mobiliar und beschmierten die Thorarollen. Brandstiftung erfolgte wegen der engen umliegenden Bebauung nicht. Zu diesem Zeitpunkt hatte die jüdische Gemeinde nur noch die Hälfte ihrer einstigen Mitglieder: Viele waren ausgewandert oder nach Münster gegangen. So sah sich die Gemeinde gezwungen, ihre Gebäude zu verkaufen. Am 17. November 1938 kamen die Verkaufsverhandlungen mit dem Schneidermeister Bernhard Düding zum Abschluss. Zwei Jahre später ließ Düding die Synagoge abreißen und das Vorderhaus grundlegend umbauen. Das ehemalige jüdische Schulhaus steht bis heute an der Ruggestraße, jedoch seit der Nachkriegszeit mit erneut verändertem Aussehen.
Der in der Zeit des Nationalsozialismus ab 1938 amtierende Bürgermeister bat inständig, Oelde „judenrein“ zu machen und die letzten Juden zu deportieren. Zwölf jüdische Bürger wurden am 10. Dezember 1941 nach Münster und von dort aus weiter nach Riga „evakuiert“. Die meisten jüdischen Einwohner der Stadt Oelde fanden in den Vernichtungslagern des Holocaust einen grausamen Tod. Heute leben keine Angehörigen der alten Gemeinde mehr in Oelde.

## Nachkriegszeit
Der ehemalige Bürgermeister, der  bei der Durchführung der Deportation aktiv geworden war, wurde 1961 wegen Beihilfe im Amt zu schwerer Freiheitsberaubung zu einer Haftstrafe von einem Jahr verurteilt.  Seit 1988 erinnert ein Gedenkstein auf dem Rathausvorplatz an die jüdischen Opfer des NS-Regimes in Oelde.

## Mitgliederentwicklung
| Jahr | Gemeindemitglieder |
| ---- | ------------------ |
| 1795 | 20                 |
| 1803 | 26                 |
| 1829 | 53                 |
| 1843 | 73                 |
| 1855 | 79                 |
| 1861 | 84                 |
| 1932 | 41                 |
| 1941 | 0                  |